# Jair Melchior
Jair Melchior (født i 1982 i Norge) er siden 1. september 2014, overrabbiner i Danmark.

## Liv
Jair Melchior kommer fra en familie der har haft syv tidligere generationer af rabbinere i København. Hans far Michael Melchior var medlem af Knesset og var i tre årtier overrabbiner i Norge, hans bedstefar Bent Melchior var fra 1970 til 1996 dansk overrabbiner, og hans oldefar Marcus Melchior var fra 1947 til 1969 dansk overrabbiner. 
I 1986 flyttede familien til Israel, hvor Jair Melchior voksede op og blev uddannet til rabbiner.  
I 2013 blev han overrabbiner for Det Jødiske Samfund i Danmark. Samfundet, der tidligere gik under navnet Mosaisk Trossamfund, er et af de tre anerkendte jødiske trossamfund i Danmark. Det omfatter cirka 2000 af de omkring 8000  danske jøder. Jair Melchior afløste Bent Lexner, der blev overrabiner efter Bent Melchior i 1996. 

## Privatliv
Med sin hustru Tali har han tre børn.